# Frank Henning

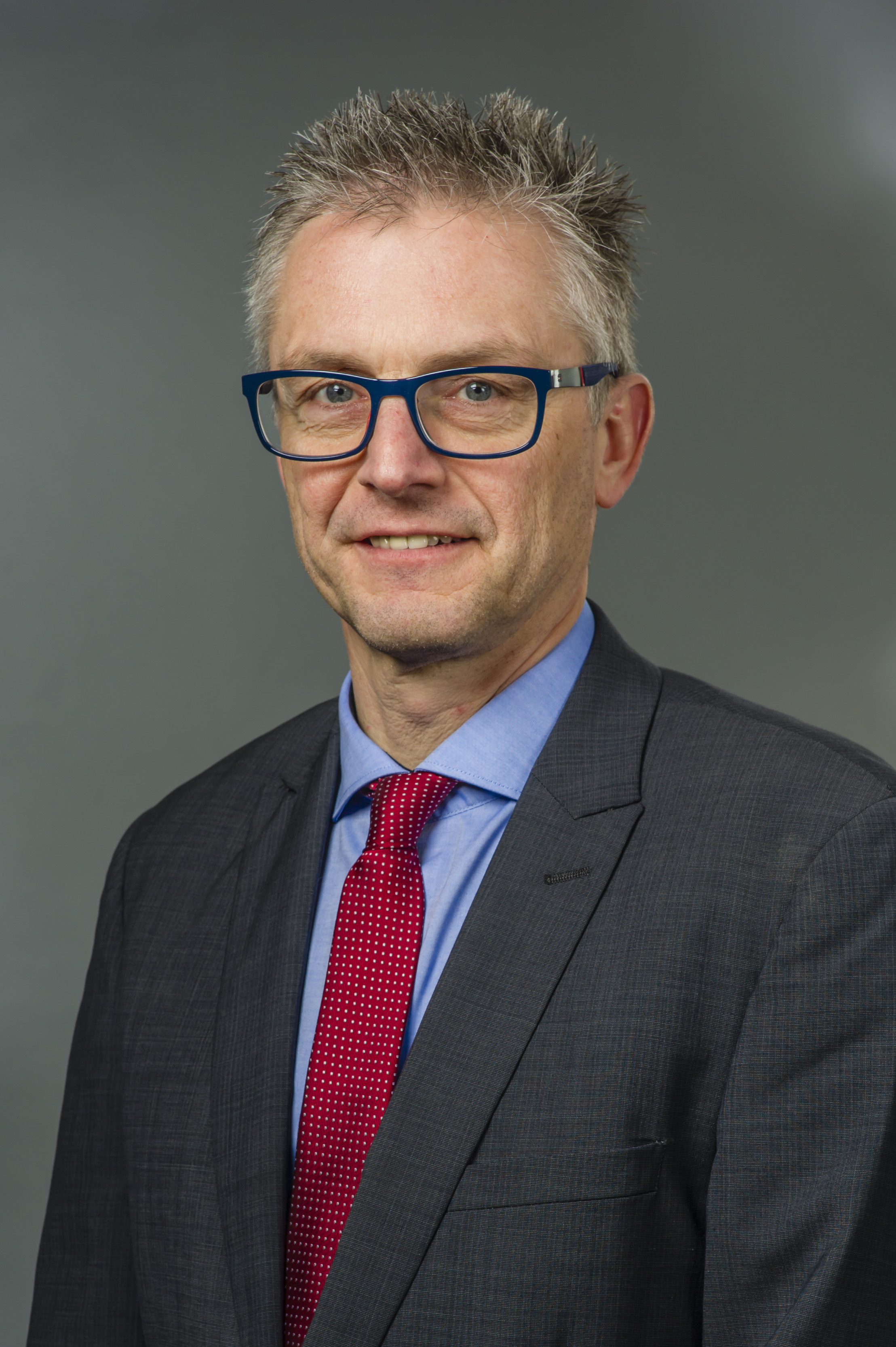
Frank Henning, 2018

Frank Henning (* 27. Dezember 1966 in Osnabrück) ist ein deutscher Finanzbeamter und Politiker (SPD). Seit Februar 2013 ist er Mitglied des Niedersächsischen Landtages.

## Biografie
Henning wuchs in Osnabrück auf. Er besuchte die Heiligenwegschule und die Gesamtschule Schinkel, an der er 1986 die Abiturprüfung bestand. Anschließend trat er in den Dienst der Finanzverwaltung und erreichte 1989 einen Abschluss als Diplom-Finanzwirt. Seitdem war er bis zu seiner Wahl in den Landtag in verschiedenen Funktionen bei Finanzämtern in Osnabrück tätig.

## Politik
Henning trat 1986 in die SPD ein. Von 1996 bis 2001 und erneut seit 2006 gehört er für seine Partei dem Stadtrat von Osnabrück an. Bei den Landtagswahlen 2013, 2017 und 2022 errang er das Direktmandat im Landtagswahlkreis Osnabrück-Ost. 
Bei der Oberbürgermeisterwahl im September 2021 trat er als SPD-Kandidat zur Nachfolge des Oberbürgermeisters Wolfgang Griesert (CDU) an, unterlag jedoch mit 24 % der Stimmen gegen Katharina Pötter (CDU, 36 %) und Annette Niermann (Grüne, 27 %), zwischen denen am 26. September 2021 eine Stichwahl stattfand, bei der sich schließlich Pötter durchsetzte.

## Mitgliedschaften
Henning ist Mitglied der Vereinten Dienstleistungsgewerkschaft (ver.di) und der Arbeiterwohlfahrt (AWO).